# 让·埃耶格·恩东
让·埃耶格·恩东（1946年2月12日—），加蓬政治家，加蓬民主党成员，2006年1月至2009年7月任加蓬总理。

## 生平
1946年2月12日出生于加蓬首都利伯维尔市。早年留学法国，获巴黎社会科学高等研究学院博士学位。1980年进入加公职部门工作。曾先后在国家社会保险公司（CNSS）和国家社会保障公司（CNGS）担任副总经理。1996年当选议员。1997-1999年担任财政部国务秘书。2002年当选利伯维尔市政府参事和民主党参议员，同年10月担任财政部部长级代表。2006年1月20日担任政府总理。2009年7月辞去总理职务，以独立候选人身份竞选总统。加蓬代总统罗贡贝任命保罗·比约格·姆巴为新总理。
| 官衔                               | 官衔                       | 官衔                    |
| ---------------------------------- | -------------------------- | ----------------------- |
| 前任： 让-弗朗索瓦·恩图图梅·埃马内 | 加蓬总理 2006年－2009年7月 | 繼任： 保罗·比约格·姆巴 |